# اونجوکو
اونجوکو (به لاتین: Onjuku) یک منطقهٔ مسکونی در ژاپن است که در بخش ایسومی واقع شده‌است.

## خصوصیات
اونجوکو ۲۴٫۸۶ کیلومترمربع مساحت و ۷٬۴۲۹ نفر جمعیت دارد.

## خواهرخوانده
شهر آکاپولکو، گوئررو خواهرخواندهٔ اونجوکو هست.